# 1908년 하계 올림픽 아르헨티나 선수단
아르헨티나는 1908년 4월 27일부터 10월 31일까지 열린 제4회 하계 올림픽에 선수단을 파견했다.
아르헨티나는 1896년 하계 올림픽과 이전 1904년 하계 올림픽에 참가하지 않았다. 호레이쇼 토로메는 아르헨티나의 두 번째 1인 국가 대표이자 피겨 스케이팅의 올림픽 스포츠 행사에서 올림픽 심판이자 올림픽 선수로 데뷔하여 전체 7위를 차지했다.

## 피겨 스케이팅
| 선수            | 세부 종목 | 점수  | 순위 |
| 호레이쇼 토로메 | 남자 개인 | 228.9 | 7    |

## 참고 자료
- (영어) “Argentina at the 1908 London Summer Games”. SR/Olympic Sports. 2008년 12월 29일에 원본 문서에서 보존된 문서. 2011년 10월 8일에 확인함.
- (영어) Cook, Theodore Andrea (1908). 《The Fourth Olympiad, Being the Official Report》. 런던: 영국 올림픽 협회.